# Наплавной мост (Рига)
Наплавной (Плавучий) мост — старейший из известных мостов через Даугаву (Западную Двину) в Риге.

## История
В 1700 году, когда с началом Северной войны саксонские войска осадили Ригу, которая на тот момент принадлежала шведам, монарх и главнокомандующий шведской армии Карл XII распорядился отстроить мост через Даугаву для транспортировки раненых через реку. Мост был сформирован после затяжного кровопролитного боя на полях Спилве для того, чтобы шведские солдаты могли быть перенесены в крепостной госпиталь. Для строительства были использованы лодки и плоты, которые были связаны канатами и закреплены якорями. Наплавной мост находился в районе современной дамбы Катринас (Екатерининской дамбы).
Во время следующей осады Риги, когда войска фельдмаршала Шереметьева подошли к городу, шведское командование решило уничтожить мост при отступлении части защитников крепости. Мост был оперативно разобран в 1709 году целях создания затруднений русской армии при переправе через Даугаву.
В период владычества Российской империи по приказу генерал-губернатора Аникиты Ивановича Репнина Наплавной мост был отстроен по схожему проекту. В 1714 году новый мост был готов и исправно функционировал. Он располагался немного выше по течению, чем его преемники, Понтонный и нынешний Каменный мост: Наплавной мост соединял нынешние улицу Пелду в Старом городе и улицу Акменю на левом берегу. Название улицы Пелду (рус. Плавучая) до наших дней сохраняет память о Плавучем (Наплавном) мосте.

## Конструкция
Длина моста достигала 630 м, ширина — 12,6 м. Мост состоял из 13 пролётов, которые чередовались с раздвижными частями для пропуска лодок, торговых судов и различных плавучих средств. На зимний период мост разбирался по причине замерзания реки Даугавы, а сразу после весеннего половодья мост снова устанавливался. Эксплуатация Наплавного моста, который долгое время являлся единственной транспортной артерией над Даугавой, продолжалась ориентировочно до середины ноября. Также мост можно было использовать как пристань для судов.
В 1892 году Наплавной мост постепенно, по секциям, был заменён на первый Понтонный мост. В 1955—1957 годы на его месте был построен Каменный мост.